# ExxonMobil
Exxon Mobil Corporation of ExxonMobil (NYSE: XOM), hoofdkantoor in Spring, Texas, VS, is een olieproducent die is ontstaan op 30 november 1999 door de fusie van Exxon en Mobil, maatschappijen die ieder op zich waren voortgekomen uit de splitsing van Standard Oil in 1911 na een antitrustproces. Exxon kwam voort uit Standard Oil of New Jersey en Mobil Oil uit Standard Oil of New York. Het comcern behoort tot de 'supermajor'-maatschappijen, de zes grootste staatsonafhankelijke oliemaatschappijen.

## Activiteiten
ExxonMobil is een van de grootste oliemaatschappijen ter wereld. De activiteiten zijn in vier onderdelen verdeeld: upstream, downstream, chemie en speciale producten. De bijdrage van de olie- en gaswinning aan de totale concernwinst lag gemiddeld iets boven de 60% in 2022 en 2023.
ExxonMobil is betrokken bij alle vormen van olie- en gaswinning, op land en ter zee en conventioneel en niet-conventioneel in 40 landen wereldwijd. De winning van olie uit teerzanden en schalie-olie en -gas behoren tot de laatste. Belangrijke projecten waarbij het is betrokken zijn, onder andere, teerzanden in Canada, in de Golf van Mexico, in zee voor Guyana, voor de Afrikaanse kust van Nigeria en Angola en het megagasveld North Field in Qatar. De gaswinning in Nederland, via een 50%-belang in de Nederlandse Aardolie Maatschappij, was heel belangrijk, maar door het einde van de productie uit het Groningenveld is dit veel minder relevant geworden.
In oktober 2023 werd de overname van Pioneer Natural Resources aangekondigd. ExxonMobil voldoet de overnamesom in eigen aandelen. Het bod heeft een waarde van US$ 59,5 miljard en verder neemt ExxonMobil schulden over van US$ 5 miljard. Het is de grootste acquisitie sinds de overname van Mobil in 1999. Pioneer wint schalieolie in het westen van Texas en na de overname verdubbelt de oliewinning van ExxonMobil in deze regio naar 1,3 miljoen vaten olie-equivalent per dag in 2023. Op basis van de bestaande plannen zal dit verder stijgen naar zo'n 2 miljoen vaten in 2027. In mei 2024 werd de overname van Pioneer afgerond.
Voor de downstreamactiviteiten beschikt de maatschappij over 16 raffinaderijen geheel of gedeeltelijk in eigendom. Het aandeel in de capaciteit is zo'n 4,5 miljoen vaten olie per dag. De helft van de capaciteit staat in Noord-Amerika, vooral in de staten Texas en Louisiana aan de kust van de Golf van Mexico. In Europa staat een kwart van de capaciteit en de rest in het Midden-Oosten en Verre-Oosten. Er zijn ruim 19.000 benzinestations die motorbrandstoffen verkopen onder de merknamen Exxon, Esso en Mobil. Hiervan zijn er ruim 600 in eigendom.
Naast de raffinaderijen staan veelal chemische complexen. De chemie-activiteiten zijn geconcentreerd in drie regio’s, namelijk bij de Noord-Amerikaanse raffinaderijen aan de Golfkust, in Frankrijk en België, in Singapore en het Midden-Oosten. Per jaar verkoopt het bedrijf circa 25 miljoen ton aan chemicaliën.

### ExxonMobil in Nederland
Het Benelux-hoofdkantoor van ExxonMobil staat in Breda. In Nederland werken er 1675 mensen voor het bedrijf dat onder meer actief is met de merknamen Esso en Mobil.
- ExxonMobil heeft een raffinaderij in de haven van Rotterdam, waarvan de bouw begon in 1958. Deze raffinaderij is een van de modernste ter wereld en omvat een Flexicoker, Hydrocracker, waterstoffabriek en zeer omvangrijke ontzwaveling, waarmee alle stookolie wordt omgezet naar lichtere producten. Vlak daarnaast staat een fabriek voor aromatische koolwaterstoffen. In Rotterdam is er ook de Rotterdam Plasticizers & Intermediates Plant, die drie fabrieken omvat: een oxo-alcoholfabriek in de Europoort, een ftaalzuuranhydridefabriek en een weekmakerfabriek, beide in de Botlek. De eerste twee fabrieken produceren de grondstoffen voor de weekmakersfabriek.
- In Pernis heeft ExxonMobil een smeerolie-mengfabriek. Van 1995 tot 2009 had ExxonMobil ook een fabriek voor esters in Amsterdam.
- ExxonMobil neemt voor 50% deel in de Nederlandse Aardolie Maatschappij en heeft in een joint venture met DSM een LDPE-fabriek in Geleen.

### ExxonMobil in België
In België heeft ExxonMobil drie productievestigingen:
- een olieraffinaderij in Antwerpen, waarvan de bouw begon in 1953 (aanvankelijk Esso).
- ExxonMobil Chemical heeft een polyetheenfabriek in Meerhout, waar lagedichtheid-polyetheen (LDPE) wordt geproduceerd.
- een tweede polymerenfabriek van ExxonMobil Chemical bevindt zich in Zwijndrecht, waar LDPE en copolymeren van etheen met onder meer vinylacetaat en acrylzuur worden gemaakt. Deze fabriek werd in 1979 overgenomen van USI.
- In Machelen (Vlaams-Brabant) is het European Technology Center van ExxonMobil, waar nieuwe technologieën worden ontwikkeld en uitgetest.

## Controverses

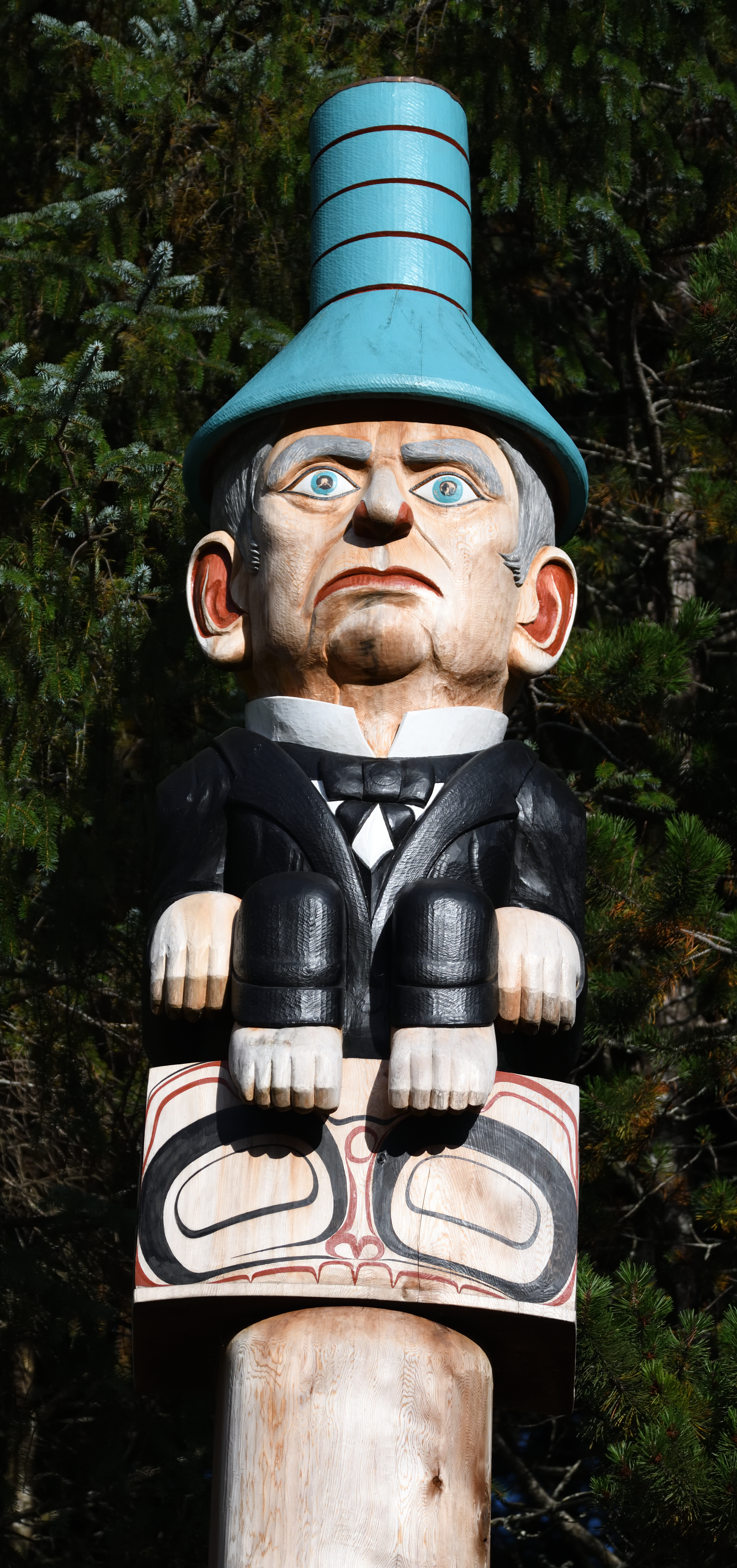
De bovenkant van de Seward Pole in het Saxman Totem Park in Saxman, Alaska

### Resultaten
De ontwikkeling van de omzet en winst is sterk afhankelijk van de ontwikkeling van de olieprijs op de wereldmarkt. De eigen productie van olie en aardgas is licht gedaald in de laatste vijf jaren. In 2020 leed ExxonMobil een groot verlies, dit was de eerste maal in 40 jaar. Grote afschrijvingen op olie- en gasvelden en een sterk gedaalde vraag naar brandstoffen door de coronapandemie drukten het resultaat in de rode cijfers. Het oliebedrijf kondigde extra reorganisaties aan om de kosten met US$ 3 miljard op jaarbasis te drukken waarmee de totale kostenbesparingen op US$ 6 miljard uitkomen in 2023.
| Jaar | Omzet          | Nettoresultaat | Aantal werknemers | Olieproductie (×1000 vaten/dag) | Gasproductie (×miljoen cf/dag) | Productie in BOE (×1000 vaten/dag) |
| Jaar | (×US$ miljoen) | (×US$ miljoen) | Aantal werknemers | Olieproductie (×1000 vaten/dag) | Gasproductie (×miljoen cf/dag) | Productie in BOE (×1000 vaten/dag) |
| ---- | -------------- | -------------- | ----------------- | ------------------------------- | ------------------------------ | ---------------------------------- |
| 1960 | 7911           | 630            |                   |                                 |                                |                                    |
| 1970 | 14.930         | 1048           |                   |                                 |                                |                                    |
| 1980 | 79.107         | 4295           |                   |                                 |                                |                                    |
| 1990 | 86.656         | 3510           |                   |                                 |                                |                                    |
| 2000 | 163.881        | 7910           |                   |                                 |                                |                                    |
| 2010 | 370.125        | 30.460         | 83.600            | 2422                            | 12148                          | 4447                               |
| 2011 | 467.029        | 41.060         | 82.100            | 2312                            | 13162                          | 4506                               |
| 2012 | 453.123        | 44.880         | 76.900            | 2185                            | 12322                          | 4239                               |
| 2013 | 420.836        | 32.580         | 85.100            | 2202                            | 11836                          | 4175                               |
| 2014 | 194.105        | 32.520         | 83.600            | 2111                            | 11145                          | 3969                               |
| 2015 | 259.488        | 16.150         | 75.600            | 2345                            | 10515                          | 4097                               |
| 2016 | 218.608        | 7840           | 72.700            | 2365                            | 10127                          | 4053                               |
| 2017 | 237.162        | 19.710         | 71.200            | 2283                            | 10211                          | 3985                               |
| 2018 | 279.332        | 20.840         | 71.000            | 2266                            | 9405                           | 3833                               |
| 2019 | 264.938        | 14.340         | 74.900            | 2386                            | 9394                           | 3952                               |
| 2020 | 181.502        | −22.440        | 72.000            | 2349                            | 8471                           | 3761                               |
| 2021 | 285.640        | 23.040         | 63.000            | 2289                            | 8537                           | 3712                               |
| 2022 | 413.680        | 55.740         | 62.000            | 2354                            | 8295                           | 3737                               |
| 2023 | 344.582        | 36.010         | 62.000            | 2449                            | 7734                           | 3738                               |
| 2024 | 349.585        | 33.680         |                   | 2987                            | 8078                           | 4333                               |